# 電力自由化
電力自由化（英語：Electricity liberalization），又稱為電業自由化，意指電力市場的自由化。電力供應具有自然壟斷的特性，強制進行競爭需要複雜且昂貴的管制。其主流模式為英國柴契爾內閣在1980年代末期推動的「英國模式」，打破電力產業的垂直整合，將分屬市場上下游的發電與輸電配電強制分離、並開放民營化競爭。
電力自由化受益的往往是大用戶，主要是工業用戶；但是與公有獨佔或受管制的私有獨佔相較，家庭用戶是否受益值得商榷。電力自由化是否能提供足夠的誘因，促使發電機組的興建能趕上用電需求的成長以確保長期電力供應安全，亦有所疑慮。例如英國模式的目標是建立具有競爭力的電力產業，但此政花費超過30億美元發展出集中拍賣的競爭系統，還存有發電與輸配電重新垂直整合的風險。

## 评价
2016年3月5日，共产主义组织工人國際委員會台灣称，電力自由化與廢止核電並無直接關係，許多國家電業私有化的案例已經證明：將電業交給私人資本經營，不但不能解決核電存廢問題，反而還讓一般群眾承受更昂貴的電價；以1980年代在柴契爾夫人主政下推行電力自由化的英國為例，不但電價沒有下跌，2012年電價與1990年相比還成長了一倍。